# Premio Erasmo
Il premio Erasmo (Erasmusprijs in olandese) è un riconoscimento annuale intitolato al filosofo olandese Erasmo da Rotterdam, istituito il 23 giugno 1958 dal principe Bernardo dei Paesi Bassi (nato Conte van Lippe-Biesterfeld) ed assegnato dalla fondazione olandese Praemium Erasmianum, a personalità o ad istituzioni (anche non europee) che si sono particolarmente distinte per il loro contributo nel campo dell'arte o delle scienze sociali in Europa; al 2011 l'entità di esso ammonta a 150 000 euro.

## Vincitori del premio Erasmo
| Anno | Vincitore                                 | Attività                | Nazionalità             |
| ---- | ----------------------------------------- | ----------------------- | ----------------------- |
| 1958 | Popolo austriaco                          | –                       | Austria                 |
| 1959 | Robert Schuman (1886-1963)                | politico                | Francia                 |
| 1959 | Karl Jaspers (1883-1969)                  | filosofo                | Germania                |
| 1960 | Marc Chagall (1887-1985)                  | pittore                 | Francia                 |
| 1960 | Oskar Kokoschka (1886-1980)               | pittore                 | Austria                 |
| 1962 | Romano Guardini (1885-1968)               | teologo                 | Italia                  |
| 1963 | Martin Buber (1878-1965)                  | filosofo                | Israele                 |
| 1964 | Unione accademica internazionale          | –                       | –                       |
| 1965 | Charles Chaplin (1889-1977)               | attore e regista        | Regno Unito             |
| 1965 | Ingmar Bergman (1918-2007)                | regista                 | Svezia                  |
| 1966 | Herbert Read (1893-1968)                  | scrittore               | Regno Unito             |
| 1966 | René Huyghe (1906-1997)                   | scrittore               | Francia                 |
| 1967 | Jan Tinbergen (1903-1994)                 | economista              | Paesi Bassi             |
| 1968 | Henry Moore (1898-1986)                   | scultore                | Regno Unito             |
| 1969 | Gabriel Marcel (1889-1973)                | scrittore               | Francia                 |
| 1969 | Carl Friedrich von Weizsäcker (1912-2007) | fisico                  | Germania                |
| 1970 | Hans Scharoun (1893-1972)                 | architetto              | Germania                |
| 1971 | Olivier Messiaen (1908-1992)              | compositore             | Francia                 |
| 1972 | Jean Piaget (1896-1980)                   | psicologo               | Svizzera                |
| 1973 | Claude Lévi-Strauss (1908-2009)           | antropologo             | Francia                 |
| 1974 | Ninette de Valois (1898-2001)             | coreografa              | Irlanda                 |
| 1974 | Maurice Béjart (1927-2007)                | coreografo              | Francia                 |
| 1975 | Ernst Gombrich (1909-2001)                | storico dell'arte       | Austria – Regno Unito   |
| 1975 | Willem Sandberg (1897-1984)               | grafico                 | Paesi Bassi             |
| 1976 | Amnesty International                     | –                       | –                       |
| 1976 | René David (1906-1990)                    | giurista                | Francia                 |
| 1977 | Werner Kaegi (1901-1979)                  | storiografo             | Svizzera                |
| 1977 | Jean Monnet (1888-1979)                   | economista              | Francia                 |
| 1978 | Teatro delle marionette                   | Teatro delle marionette | Teatro delle marionette |
| 1978 | fratelli Napoli                           | La Marionettistica      | Italia                  |
| 1978 | Margareta Niculescu                       | Tandarica               | Romania                 |
| 1978 | Yves Joly                                 | Théatre du Papier       | Francia                 |
| 1978 | Peter Schumann                            | Bread and Puppet        | Stati Uniti             |
| 1979 | Die Zeit                                  | –                       | Germania                |
| 1979 | Neue Zürcher Zeitung                      | –                       | Svizzera                |
| 1980 | Nikolaus Harnoncourt (1929-2016)          | direttore d'orchestra   | Austria                 |
| 1980 | Gustav Leonhardt (1928-2012)              | direttore d'orchestra   | Paesi Bassi             |
| 1981 | Jean Prouvé (1901-1984)                   | architetto              | Francia                 |
| 1982 | Edward Schillebeeckx (1914-2009)          | teologo                 | Belgio                  |
| 1983 | Raymond Aron (1905-1983)                  | filosofo                | Francia                 |
| 1983 | Isaiah Berlin (1909-1997)                 | filosofo                | Regno Unito             |
| 1983 | Leszek Kołakowski (1927-2009)             | filosofo                | Polonia                 |
| 1983 | Marguerite Yourcenar (1903-1987)          | scrittrice              | Francia                 |
| 1984 | Massimo Pallottino (1909-1995)            | archeologo              | Italia                  |
| 1985 | Paul Delouvrier (1914-1995)               | politico                | Francia                 |
| 1986 | Václav Havel (1936-2011)                  | scrittore               | Rep. Ceca               |
| 1987 | Alexander King (1909-2007)                | scienziato              | Regno Unito             |
| 1988 | Jacques Ledoux (1922-1988)                | cinefilo                | Belgio                  |
| 1989 | Commissione internazionale dei giuristi   | –                       | –                       |
| 1990 | Grahame Clark (1907-1995)                 | archeologo              | Regno Unito             |
| 1991 | Bernard Haitink (1929)                    | direttore d'orchestra   | Paesi Bassi             |
| 1992 | Archivo General de Indias                 | –                       | Spagna                  |
| 1992 | Simon Wiesenthal (1908-2005)              | –                       | Austria                 |
| 1993 | Peter Stein (1937)                        | regista teatrale        | Germania                |
| 1994 | Sigmar Polke (1941-2010)                  | pittore                 | Germania                |
| 1995 | Renzo Piano (1937)                        | architetto              | Italia                  |
| 1996 | William Hardy McNeill (1917)              | storiografo             | Canada                  |
| 1997 | Jacques Delors (1925)                     | politico                | Francia                 |
| 1998 | Mauricio Kagel (1931-2008)                | compositore             | Argentina – Germania    |
| 1998 | Peter Sellars (1957)                      | regista teatrale        | Stati Uniti             |
| 1999 | Mary Robinson (1944)                      | politico                | Irlanda                 |
| 2000 | Hans van Manen (1932)                     | coreografo              | Paesi Bassi             |
| 2001 | Adam Michnik (1946)                       | saggista                | Polonia                 |
| 2001 | Claudio Magris (1939)                     | scrittore               | Italia                  |
| 2002 | Bernd Becher (1931-2007)                  | fotografo               | Germania                |
| 2002 | Hilla Wobeser-Becher (1934)               | fotografa               | Germania                |
| 2003 | Alan Davidson (1924-2003)                 | scrittore               | Regno Unito             |
| 2004 | Sadik Jalal Al-Azm (1934)                 | filosofo                | Siria                   |
| 2004 | Fatema Mernissi (1940)                    | scrittrice              | Marocco                 |
| 2004 | Abdolkarim Soroush (1945)                 | filosofo                | Iran                    |
| 2005 | Simon Schaffer (1955)                     | sociologo               | Regno Unito             |
| 2005 | Steven Shapin (1943)                      | storiografo             | Stati Uniti             |
| 2006 | Pierre Bernard (1942)                     | designer                | Francia                 |
| 2007 | Péter Forgács (1950)                      | regista                 | Ungheria                |
| 2008 | Ian Buruma (1951)                         | scrittore               | Paesi Bassi             |
| 2009 | Antonio Cassese (1937-2011)               | giurista                | Italia                  |
| 2009 | Benjamin Ferencz (1920-2023)              | giurista                | Stati Uniti             |
| 2010 | José Antonio Abreu (1939)                 | musicista, educatore    | Venezuela               |
| 2011 | Joan Busquets (1946)                      | architetto              | Spagna                  |
| 2012 | Daniel Dennett (1942)                     | filosofo                | Stati Uniti             |
| 2013 | Jürgen Habermas (1929)                    | filosofo                | Germania                |
| 2014 | Frie Leysen (1950)                        | regista teatrale        | Belgio                  |
| 2015 | Comunità di wikipedia                     | –                       | –                       |
| 2016 | A. S. Byatt (1936-2023)                   | scrittrice              | Regno Unito             |
| 2017 | Michèle Lamont (1957)                     | sociologa               | Canada                  |
| 2018 | Barbara Ehrenreich (1941-2022)            | scrittrice              | Stati Uniti             |
| 2019 | John Adams (1947)                         | compositore             | Stati Uniti             |
| 2020 | Non assegnato                             |                         |                         |
| 2021 | Grayson Perry (1960)                      | artista                 | Regno Unito             |
| 2022 | David Grossman (1954)                     | artista                 | Israele                 |
| 2023 | Trevor Noah (1984)                        | attore, comico          | Sudafrica               |
| 2024 | Amitav Ghosh (1956)                       | scrittore               | India                   |